# Night Racer
Night Racer è un simulatore di guida pubblicato nel 1988 per Commodore 64 dalla Mastertronic, direttamente in edizione economica. Simile a molti altri giochi di guida in prospettiva dell'epoca, come dice il titolo ("pilota notturno") è caratterizzato dall'ambientazione di notte. L'oscurità comunque è evidente solo nel paesaggio di sfondo, senza influenzare lo svolgimento delle corse.

## Modalità di gioco
Si partecipa a una gara notturna di rally su una strada asfaltata tortuosa tra le foreste dell'Europa centrale. La visuale è dalle spalle dell'auto del giocatore, con la strada che si allontana in prospettiva tridimensionale, mentre nella parte bassa dello schermo è visibile il cruscotto con vari strumenti indicatori.
Il cambio è manuale a 4 marce e non esistono freni: è possibile sono accelerare o rallentare premendo o rilasciando il pulsante di fuoco del joystick. Lungo il percorso si incontrano molte auto avversarie, tutte identiche, distinte da quella del giocatore solo per il colore verde. Gli urti con gli avversari o con i bordi della strada hanno l'effetto di rallentare l'auto senza provocare danni. Si dispone di una minimappa del percorso, visualizzata nel cruscotto.
L'intera gara è suddivisa in quattro sezioni, ciascuna da completare entro un tempo limite per poter passare alla successiva. Al termine di ogni tappa vengono mostrati i risultati e i record. Sull'auto è piazzata una bomba temporizzata, la quale, se non si completa la tappa in tempo, causa il termine della partita, con la parziale distruzione dell'auto (a quel punto, il gioco mostra il pilota che inveisce con il braccio fuori dal finestrino).
In ogni tappa è presente un particolare avversario controllato dal computer, distinto dagli altri per il colore giallo, che parte dal semaforo iniziale insieme al giocatore ed è visibile anche sulla minimappa. Se si riesce a batterlo sul tempo all'arrivo della tappa si ottiene un bonus di punteggio. Altrimenti, quando l'avversario taglia il traguardo parte subito l'indicatore a lancetta dell'ultima porzione di tempo a disposizione.